# 宮城県道264号大衡仙台線

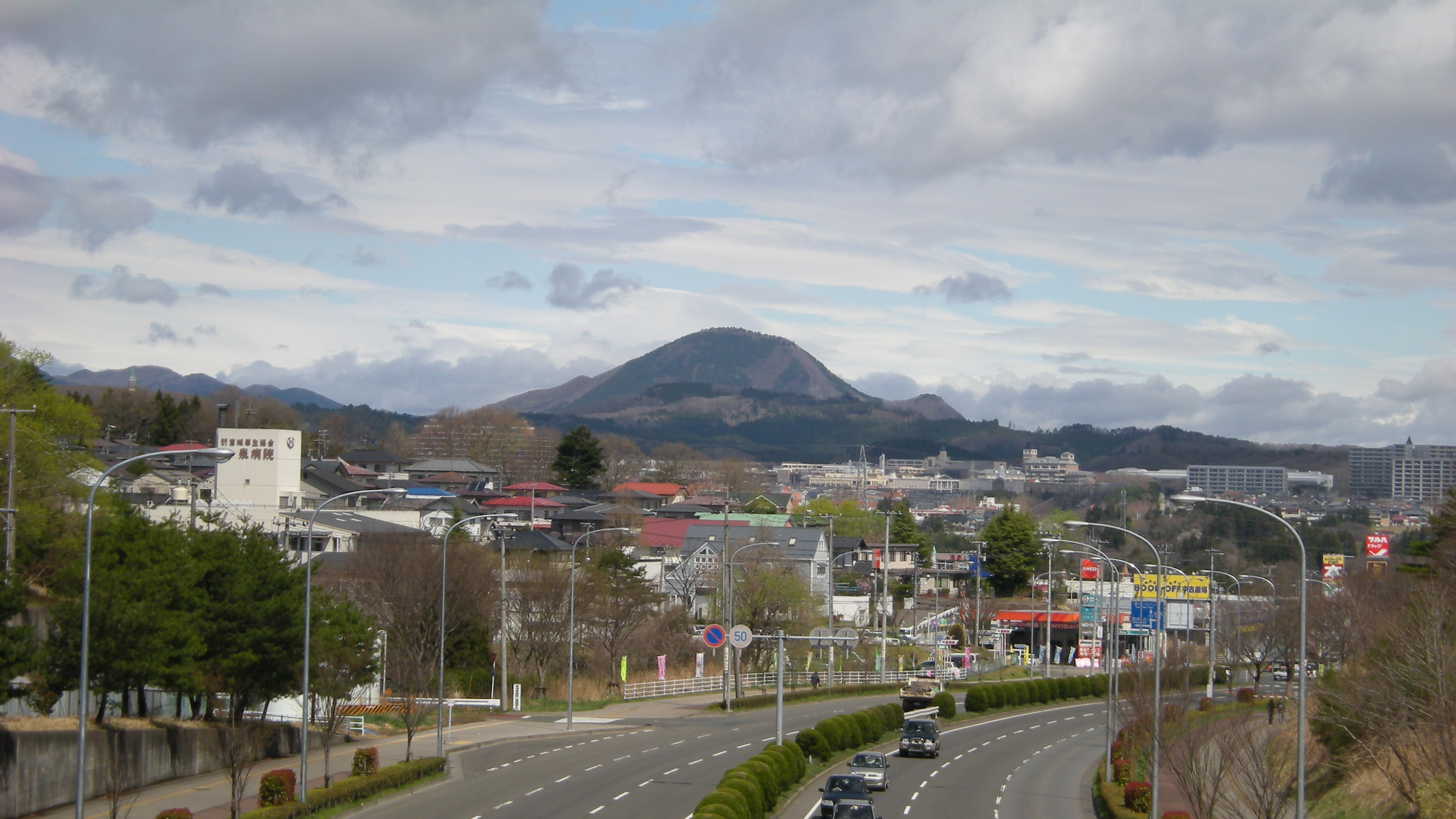
仙台市泉区長命ヶ丘と同区加茂との間の七北田丘陵の切通しに架かる歩道橋から北向きに撮影した県道264号（2009年4月）。写真中央の山は七つ森の笹倉山（大森山）

宮城県道264号大衡仙台線（みやぎけんどう264ごう おおひらせんだいせん）は、宮城県黒川郡大衡村から、同県仙台市青葉区に至る県道である。国道4号および宮城県道22号仙台泉線（旧国道4号）の西側を並走して、仙台北部中核工業団地群と仙台市都心部とを結ぶ。
1954年（昭和29年）12月10日に都市計画決定されたが、実際の着工は1970年代に泉市（現・仙台市泉区）からで、細分化された工区毎に（計画通りの車線数より少ない）一部供用と計画通りの本格供用とを繰り返しながら不連続で開通をして来た。
バブル景気前までの各工区の供用開始は、主に沿道の郊外ニュータウン開発に伴ったものであったが、バブル景気からは沿道で展開される東北インテリジェントコスモス構想、仙台北部中核テクノポリス構想、宮城大学新設と宮城県図書館移転、バブル崩壊後もフィンランド健康福祉センタープロジェクト、アウトレットモール進出、東京エレクトロンとセントラル自動車（現・トヨタ自動車東日本）の進出といった、仙台都市圏における様々な経済変化、学都仙台の拡張、仙台市の政令指定都市移行による県と市との関係の変化といった政治状況（産学官）の影響を受けてきた。

## 概要
- 本線（2017年までの供用分：Google マップ）
  - 起点：宮城県黒川郡大衡村大衡字八幡前
  - 終点：宮城県仙台市青葉区木町通二丁目
- 最急勾配 : 5%

起点では大衡小学校前交差点において国道4号および宮城県道57号大衡落合線と接続し、終点では木町通一丁目交差点（東北大学病院旧正門前）において宮城県道31号仙台村田線（旧国道48号、作並街道、北四番丁通り）および仙台市道青葉1160号木町通本材木町線と接続する。
「仙台市総合道路整備計画」における骨格幹線道路網「3環状12放射状線」のうち、都心環状線から北西に延びる放射状線の「都市計画道路・北四番丁大衡線」にほぼ全線が一致する。かつての都市計画道路の路線名は「北四番丁大和町線」だった。2017年（平成29年）時点での供用部分（上記のGoogle マップのリンク先参照）の北端は黒川郡大和町宮床となっているが、そこから北に向けて建設中の宮床工区（L=2,060）が完成すると国道457号に直線的に接続する。ここから大衡村の起点までの6.4kmのうち、国道457号の約3.0kmを重複区間とみなし、大和町吉岡から大衡村の起点までの約3.4kmを新設する計画になっている。
当道北山工区の開通以前は、仙台都市圏北部と仙台市都心部とを結ぶ幹線道路は宮城県道22号仙台泉線（旧国道4号）の1本しかなく、ラッシュアワーには仙台泉線を含め、幅員の小さい道にまで渋滞が広がっていた。当道は、仙台泉線のバイパス効果や、周辺の渋滞ポイント4箇所（市名坂交差点、南中山1丁目南交差点、荒巻中央交差点、青葉町交差点）の渋滞緩和など、多大なる効果が期待され整備された。また、沿道には工業団地も新設されて東京エレクトロンなどが進出し、さらに既設の工業団地にもセントラル自動車を初めとする自動車関連工場が進出しているため、さらなる交通量の増大も予想される（長命ケ丘東交差点の平日12時間交通量は2008年が4万2810台/12時間、2013年が5万0516台/12時間）。
2012年（平成24年）3月24日の北山工区開通に伴い、当道を通って市北西部の住宅地と都心部とを結ぶ宮城交通および仙台市営バスのバス路線が新設された。市によれば、従来の仙台市地下鉄南北線とバスとを乗り継ぐ方法よりも、同バス路線の方が10分以上速いと予想されており、当道の整備は地下鉄を含めた公共交通機関の利用客動線にも影響を及ぼし得るものである。

## 沿革
江戸時代の仙台城の城下町には「北目町」「国分町」「北材木町」「新伝馬町」の4つの伝馬町があったが、このうち北材木町は「木町」とも呼ばれた。仙台城下では「〇〇に繋がる道」を「○○通」と呼ぶが、北材木町から北に向かい北山町の覚範寺山門前までの道は「北材木町通」ではなく、通称の木町を用いて「木町通」（きまちどおり）と呼ばれるようになり、道路名「木町通」の両側の住所も「木町通」となった。木町通は伝馬町の北材木町に繋がる道だったため、城下と西から北西の郊外にある農村とを結ぶ重要な道となっていたが、木町通をバイパスするように1本西側の現・西公園通を大幅拡幅して仙台市電が通されたことで細道として残った。それでも商店街は続き、かつては通り中に仙台七夕を飾るほどの活気があった。通り毎からブロックごとに住所を割り当てる住居表示により、1968年（昭和43年）2月1日には北材木町とは全く異なる木町通沿い北部を「木町」に、1970年（昭和45年）2月1日には木町通沿い南部が柏木一丁目、木町通二丁目、木町通一丁目、春日町に変更された。旧城下の外へ向かう道路としてはかつての東山道の一部にあたるとされる奥州山道(通称・古街道)が、輪王寺より荒巻村(現・青葉区荒巻神明町)と七北田村(現・泉区野村)を経由して多賀城へと至るルートを形成しており、本道と重複・平行している。このうち輪王寺から水の森公園入口までの区間では自動車の通行が可能であるが、旧街道の道筋をそのまま利用しているため後述する県道指定された区間などを除き狭隘道路であり、自動車同士の離合が困難な区間が続く。
都市計画道路北四番丁大和町線（路線延長：14.4km）は、この木町通と北四番丁（作並街道、旧国道48号）との交差点から北に向かっていく道路として計画され、旧城下においては北九番丁を過ぎたあたりまでの木町通を拡幅し、そこからやや西よりに曲げ、道を新設して輪王寺の地下を通り、旧城下の外に出ていく。これより北側では1970年代までに、荒巻公苑団地の現・桜ケ丘三丁目と四丁目との間が道路用地として用意され、東北自動車道（1975年開通：仙台南IC〜泉IC）の上空を通る跨道橋、泉パークタウンの建設に合わせて同入口交差点から同中央交差点まで、さらに現・国道457号との重複区間のうち山越え区間のみが道路として供用されていたが、他のほとんどがそもそも道路として存在していない状況だった。
1980年（昭和55年）の宮城学院の桜ケ丘移転に合わせて荒巻公苑団地の区間が供用され、宮城県道37号仙台北環状線の整備が進んだ1980年代には泉パークタウンから北環状線までが供用開始された。1992年（平成4年）に北環状線から宮城学院前までが供用開始されると、泉パークタウン中央交差点から水の森3丁目交差点までの5.6kmが連続して利用できるようになった。1994年（平成6年）に都市計画道路北四番丁大衡線（路線延長：24.8km）に改称して路線が約10km延長され、1995年（平成7年）に県道大衡仙台線に指定された。
水の森3丁目交差点と都心部の間にある工区は、同交差点近くにあるフィンランド健康福祉センタープロジェクトと一体で施行され、建設の際には一括入札が行われた。すなわち同工区は、同プロジェクトの施設と都心部との間を繋ぐ最短路としての面も評価されて予算が付き、同プロジェクトが始まる2000年代から整備が本格化した。整備前の木町通は、北四番丁から北八番丁まで片側1車線の対面通行で、北八番丁から北側は南向き一方通行だった。
なお、荒巻本沢工区および北山工区は市道北四番丁大和町（その8）線に指定されており、開通後に順次、当県道に編入された。その一方で、両工区と並走し、以前からの開通区間を繋いでいる市道荒巻泉線の一部、市道中山街道線の一部、市道荒巻道線の全線、および、市道通町中山線の一部は、当県道に重複指定されている。
| 区間                                                                          | 延長    | 幅員       | 車線          | 最高 速度 | 供用開始       | 事業費        | 位置                      | 市町村                |
| ----------------------------------------------------------------------------- | ------- | ---------- | ------------- | --------- | -------------- | ------------- | ------------------------- | --------------------- |
| 吉岡・大衡工区 大和町吉田字八反田 〜大衡村大衡字八幡前 （大衡小学校前交差点） | 3.4km   | 27m        | 4車線         | 60km/h    | 事業中         |               |                           | 黒川郡大衡村          |
| 吉岡・大衡工区 大和町吉田字八反田 〜大衡村大衡字八幡前 （大衡小学校前交差点） | 3.4km   | 27m        | 4車線         | 60km/h    | 事業中         | 黒川郡大和町  |                           |                       |
| 国道457号重複区間 大和町宮床字山田 〜同町吉田字八反田                         | 3.0km   |            | 2車線         | 50km/h    |                |               |                           |                       |
| 宮床工区                                                                      | 2,060m  | 6.5(13.0)m | 2車線         | 50km/h    | 2020年12月25日 | 030億円       |                           |                       |
| 小野工区                                                                      | 1.6km   | 6.5(11.0)m | 2車線         | 50km/h    | 2013年7月31日  |               | Google マップ             |                       |
| パルタウン大富区間                                                            |         |            | 4車線         | 50km/h    | 1988年?        |               |                           |                       |
| 大和町後藤 〜大和町石倉                                                       | 1.4km   |            | 4車線         | 60km/h    | 2006年2月      |               |                           |                       |
| 大和町石倉 〜泉区明通2丁目                                                    | 2.7km   |            | 4車線         | 60km/h    | 2007年3月30日  |               |                           |                       |
| 泉区明通2丁目 〜泉PT中央交差点                                                | 1,760m  | 25m        | 4車線         | 60km/h    | 1992年         |               | Google マップ             | 仙台市泉区 （旧泉市） |
| 泉PT中央交差点 〜泉PT入口交差点                                               | 5,600m  | 40m        | 6車線         | 60km/h    | 1970年代       |               | Google マップ             | 仙台市泉区 （旧泉市） |
| 泉PT中央交差点 〜泉PT入口交差点                                               | 5,600m  | 40m        | 4車線         | 60km/h    | 1970年代       |               | Google マップ             | 仙台市泉区 （旧泉市） |
| 泉PT入口交差点 〜長命ケ丘東交差点                                             | 5,600m  | 40m        | 1982年        | 60km/h    |                |               |                           | 仙台市泉区 （旧泉市） |
| 泉PT入口交差点 〜長命ケ丘東交差点                                             | 5,600m  | 40m        | 1982年        | 60km/h    | 6車線          |               |                           | 仙台市泉区 （旧泉市） |
| 桜ケ丘工区                                                                    | 5,600m  | 40m        | 1992年6月25日 | 60km/h    |                | Google マップ | 仙台市青葉区 （旧仙台市） |                       |
| 宮城学院付近 〜水の森3丁目交差点                                              | 5,600m  | 40m        | 1980年頃      | 60km/h    |                |               | 仙台市青葉区 （旧仙台市） |                       |
| 荒巻本沢工区                                                                  | 0798.3m | 25m        | 4車線         | 60km/h    | 2010年9月1日   | 066億円       | 仙台市青葉区 （旧仙台市） | Google マップ         |
| 北山工区                                                                      | 1,233m  | 24 - 44m   | 4-6車線       | 60km/h    | 2012年3月24日  | 125億円       | 仙台市青葉区 （旧仙台市） | Google マップ         |
| 柏木工区                                                                      | 0524m   |            | 4車線         | 50km/h    | 2003年         |               | 仙台市青葉区 （旧仙台市） | Google マップ         |
| 星陵工区                                                                      | 0282m   | 30m        | 4車線         | 50km/h    | 2008年3月      |               | 仙台市青葉区 （旧仙台市） | Google マップ         |

- 車線数は、交差点近くの右左折車線を除いた、上下線の合計。北山工区は、北山トンネルと側道との関係で変則的になり、北山トンネルのみの上下4車線の区間、それに側道1車線が加わった5車線区間、さらに側道2車線の6車線区間もある（地上では見かけ上、右折車線を除く上り2車線のみの区間もある）。

### 年表
- 1975年（昭和50年）
  - 8月 - 東北縦貫自動車道（東北自動車道）仙台宮城IC - 泉PA間を跨ぐ古内橋（上り線および下り線、L=48.5m、W=20.9m）が竣工[19][20]。
  - 11月28日 - 東北縦貫自動車道（東北自動車道）仙台南IC - 泉IC開通。
- 1978年（昭和53年）頃 - 泉市内で着工[21]。
- 1979年（昭和54年） - 梅田川を渡河する本沢橋が1978年宮城県沖地震で破損した橋に代わって供用開始。
- 1982年（昭和57年） - 七北田川を渡河する古内大橋（北詰〜南詰、L=126.3m）が供用開始[15][19]。
- 1988年（昭和63年）
  - 3月1日 - 沿道の泉市が仙台市に編入合併される。
  - 7月 - パルタウン大富の分譲開始。同住宅地の西端を南北に通る当線の区間（大和町小野〜大和町後藤）も建設された。
- 1989年（平成元年）4月1日 - 仙台市が政令指定都市に移行。
- 1991年（平成3年）7月17日 - 青葉区の木町交差点（北緯38度16分42.2秒 東経140度51分37.6秒 / 北緯38.278389度 東経140.860444度）[注 8]から北山町通[注 9]との交差点（北緯38度16分51.7秒 東経140度51分32.3秒 / 北緯38.281028度 東経140.858972度）までの区間（L=340m）が開通（後に北山工区の一部となり、北山トンネルの建設に合わせて再整備）。この時点で、仙台市内部分L=9,770mのうちL=3,760mが供用された（整備率：38%）。
- 1992年（平成4年）
  - 4月 - 泉区の泉パークタウン中央交差点（北緯38度20分36.2秒 東経140度50分21.5秒 / 北緯38.343389度 東経140.839306度）から泉区明通2丁目（北緯38度21分19.1秒 東経140度50分37.1秒 / 北緯38.355306度 東経140.843639度）までの区間が供用開始[15][22]。
  - 6月25日 - 桜ケ丘工区（L=890m）が供用開始。
- 1994年（平成6年）4月 - 都市計画道路名が「北四番丁大和町線」（L=14,360m）から「北四番丁大衡線」に変更。
- 1995年（平成7年）4月1日 - 「宮城県道264号大衡仙台線」に指定。
- 1996年（平成8年）3月14日 - 区域決定が告示。
- 2003年（平成15年） - 青葉区の柏木工区が供用開始[15]。
- 2006年（平成18年）
  - 2月 - 大和町石倉（北緯38度22分9.5秒 東経140度51分18.1秒 / 北緯38.369306度 東経140.855028度）から大和町後藤（北緯38度22分35.9秒 東経140度51分21.6秒 / 北緯38.376639度 東経140.856000度）までの区間が開通[23]。
  - 仙台市道青葉254号・荒巻泉線を跨ぐ荒巻本沢大橋（L=111.0m、W=25.8m）が竣工[20]。
- 2007年（平成19年）3月30日 - 仙台市泉区明通（北緯38度21分27.6秒 東経140度50分42.9秒 / 北緯38.357667度 東経140.845250度）から大和町石倉（北緯38度22分9.4秒 東経140度51分18.1秒 / 北緯38.369278度 東経140.855028度）までの区間が開通[23]。
- 2008年（平成20年）
  - 3月末 - 青葉区の星陵工区（北端〜南端。東北大学病院の東側部分）の片側2車線への拡幅工事が完了し、国道48号との交差点は右左折用レーンがそれぞれ新設された。
  - 8月 - 北山工区が着工[21]。同工区のうち輪王寺の地下を通る北山トンネルは、上り線629m、下り線843mの自動車専用道路[21]。
  - 梅田川を渡河する荒巻本沢橋（L=13.2m、W=12.8m）が竣工[20]。
- 2010年（平成22年）9月1日午後1時 - 荒巻本沢工区（北端〜南端）が開通[24]。
- 2011年（平成23年） - 当道の仙台市内の一部区間で最高速度が60km/hに緩和。
- 2012年（平成24年）3月24日 - 北山工区（北端〜南端、工事費：約53億円）が供用開始[8][21]。これにより、同線の主要区間である仙台市都心部・北四番丁通りから大和町までが通じることになる。同工区は2011年（平成23年）12月完成予定だったが、東北地方太平洋沖地震（東日本大震災）の影響で工事が一時中断となったため約3ヶ月完成が遅れた[21]。
- 2013年（平成25年）7月31日 - 小野工区が供用開始（大和町小野から宮床の宮城県道256号県道西成田宮床線の交差地点（宮床中学校付近））[25]
- 2020年（令和2年）12月25日 - 宮床工区（大和町宮床の宮床中学校から同町宮床字山田の国道457号の交差地点までの区間）が開通[26]。

## 通過する自治体
- 宮城県
  - 黒川郡大和町
  - 仙台市
    - 泉区
    - 青葉区

## 交差している道路
- 国道457号（大和町宮床）
- 宮城県道256号西成田宮床線（大和町宮床、宮床中学校付近）
- 宮城県道263号泉ケ丘熊ケ根線（泉区泉パークタウン中央交差点）
- 宮城県道35号泉塩釜線（泉区泉パークタウン入口交差点）
- 宮城県道37号仙台北環状線（泉区長命ケ丘東交差点）
- 宮城県道31号仙台村田線（木町通一丁目交差点。北四番丁通）（青葉区木町通小学校・東北大学病院旧正門前）

## その他
泉パークタウン中央交差点から水の森3丁目交差点までの区間が、第2次緊急輸送道路に指定されている。
泉区明通から大和町小野の区間は第4種1級規格で造られており、最高速度が60km/hとなっている。このためスピードが出やすく、大和警察署がしばしば取り締まりを行っており、注意が必要。
2009年（平成21年）、当時未供用ながら既に完成している青葉区の荒巻本沢工区の跨道橋（荒巻本沢大橋）から北の区間で、映画『ゴールデンスランバー』のロケーション撮影が行われた。現在この跨道橋は開通している。
当道路と並走する経路で、仙台都市圏自動車専用道路候補路線の仙台北道路が描かれる場合がある。
東北自動車道にかかる橋は、3車線化に備えて幅がある。